# Коле Луловски
Коле Луловски (на македонска литературна норма: Коле Луловски) е политик от Северна Македония, деец на ВМРО-ДПМНЕ.

## Биография
Роден е в 1945 година в костурското село Желево (на гръцки Андартико), Гърция. Завършва  Математически факултет. Работи в управата на Железопътно-транспортното предприятие - Скопие. Живее в Скопие. В 1991 година е избран за депутат в Събранието от ВМРО-ДПМНЕ.